# Qaholom
Qaholom (”fadern som avlade söner”) var i mytologin hos Mayaindianerna i Mexiko en viktig fadersgestalt. 